# Trenton (New Jersey)
Trenton az amerikai New Jersey állam székhelye, egyben Mercer megye központja. Lakosainak száma 90 871 fő (2020. április 1.).
Története legalább 1719-re nyúlik vissza, amikor egy forrás szerint felügyelőt neveztek ki a településre; ekkor a terület még Hunterdon megyéhez tartozott. A település 1790-ben lett New Jersey székhelye. A 19. század végén, 20. század elején fontos ipari központ volt.

## Népesség
| 2010 | 84 913 |
| 2020 | 90 871 |

## Híres szülöttei
- James Walter Wall (1820–1872), szenátor
- George Antheil (1900–1959), zeneszerző
- Richard Crooks (1900–1972), énerkes
- Peter Pietras (1908–1993), labdarúgó
- Orfeo Angelucci (1912–1993) amerikai olasz ufológus
- Ernie Kovacs (1919–1962), színés
- Judith Light (1949–), színésznő
- Samuel Alito (1950–), rendőrbíró, bíró és ügyvéd
- Dennis Rodman (1961–), kosárlabdázó
- Zach Cherry (1987–), színész, humorista
- Hunter Schafer (1998–), színésznő

## Fordítás
- Ez a szócikk részben vagy egészben a Trenton, New Jersey című angol Wikipédia-szócikk ezen változatának fordításán alapul.  Az eredeti cikk szerkesztőit annak laptörténete sorolja fel. Ez a jelzés csupán a megfogalmazás eredetét és a szerzői jogokat jelzi, nem szolgál a cikkben szereplő információk forrásmegjelöléseként.